# Lemmus sibiricus
Lemmus sibiricus é uma espécie de roedor da família Cricetidae.
Pode ser encontrada nos seguintes países: Canadá, Rússia e Estados Unidos da América.